# Лебедев, Владимир Геннадьевич
Владимир Геннадьевич Лебедев (30.12.1898—2.9.1979) — генерал-майор, участник Великой Отечественной войны.

## Биография
Родился 30 декабря 1898 года в Луге под Санкт-Петербургом, по происхождению был дворянином. В детстве В. Г. Лебедев получил музыкальное образование.
После окончания Псковского кадетского корпуса он учился в Константиновском артиллерийском училище в Петрограде.
В 1918 году Лебедев начал служить в Красной армии. В 1930-е годы он командовал 10-м артиллерийским полком. С 1938 по 1941 годы, будучи полковником, Владимир Геннадьевич преподавал в 3-м Ленинградском артиллерийском училище.
В 1941 году он воевал на Волховском фронте. В 1942 году Лебедев был назначен командующим артиллерийского корпуса в звании полковника, а в феврале 1944 года — командующим артиллерией 3-й гвардейской армии в звании генерал-майора. В марте 1944 года — командующим 3-й Гвардейской армией на 1-м Украинском фронте. В ноябре 1944 года Владимир Геннадьевич стал командующим 49-й Армией 2-го Белорусского фронта. В январе 1945 года он участвовал в наступлении на Восточную Пруссию. Лебедев закончил войну в Берлине.
После войны он преподавал в Военно-медицинской академии в должности старшего преподавателя.
Скончался 2 сентября 1979 года в Ленинграде, похоронен на Северном кладбище.

## Награды
- 3 ордена Красного Знамени (22.02.1943,27.08.1943,03.11.1944)[2][3][4]
- Медаль «За оборону Ленинграда» (27.12.1943)[5]
- Орден Ленина (21.02.1945)[6]
- Медаль «За победу над Германией в Великой Отечественной войне 1941—1945 гг.»[7]
- Медаль «За оборону Сталинграда»(22.12.1942)[8]
- Медаль «За взятие Кёнигсберга»